# توماس فيني
توماس فيني (بالإنجليزية: Thomas Finney)‏ هو سياسي أسترالي، ولد في 10 يناير 1837 في جمهورية أيرلندا، وتوفي في 16 ديسمبر 1903 في بريزبان في أستراليا. انتخب عضو المجلس التشريعي ولاية كوينزلاند.